# Luísa Ortigoso
Luísa Maria da Silva Ortigoso, mais conhecida por Luísa Ortigoso (Barreiro, 14 de março de 1958), é uma actriz portuguesa, conhecida por alguns dos seus projectos televisivos. Fez teatro, televisão, cinema e rádio (teatro radiofónico).

## Filmografia

### Televisão
| Ano         | Projeto                             | Papel                 | Notas                   | Canal   |
| ----------- | ----------------------------------- | --------------------- | ----------------------- | ------- |
| 1981        | Que Farei eu Com Este Livro?        |                       | Filme para televisão    | RTP1    |
| 1983        | A Menina, o Gato e o Robô           | Menina                | Filme para televisão    | RTP1    |
| 1986        | 1983 - Crónica de D. João I         |                       | Filme para televisão    | RTP1    |
| 1988        | As Senhoras das Quintas Feiras      | Maria                 | Filme para televisão    | RTP1    |
| 1988        | As Duas Cartas                      | Emília                | Filme para televisão    | RTP1    |
| 1992        | Crónica do Tempo                    | Susana                | Elenco Adicional        | RTP1    |
| 1999        | Cromos de Portugal                  | Várias papéis         |                         | RTP1    |
| 1999        | A Lenda da Garça                    | Cigana                | Elenco Adicional        | RTP1    |
| 1998 - 1999 | Todo o Tempo do Mundo               | Antónia               | Elenco Adicional        | TVI     |
| 2000        | Crianças S.O.S                      | Cigana                | Elenco Adicional        | TVI     |
| 2000        | Jornalistas                         | Mulher do chulo       | Elenco Adicional        | SIC     |
| 2000        | Capitão Roby                        | Sra. Soares           | Elenco Adicional        | SIC     |
| 2000        | Cuidado com as Aparências           |                       | Elenco Adicional        | SIC     |
| 2000        | Bacalhau com Todos                  | Inspetora             | Elenco Adicional        | RTP1    |
| 2001 - 2003 | Anjo Selvagem                       | Rosa «Rosinha»        | Elenco Principal        | TVI     |
| 2004        | O Prédio do Vasco                   | Rita                  | Elenco Principal        | TVI     |
| 2004        | Baía das Mulheres                   | Delfina               | Elenco Principal        | TVI     |
| 2005        | Inspector Max                       | Lurdes                | Participação Especial   | TVI     |
| 2005        | Clube das Chaves                    | Ermelinda             | Elenco Adicional        | TVI     |
| 2005 - 2006 | Dei-te Quase Tudo                   | Maria Esteves         | Elenco Principal        | TVI     |
| 2006        | Floribella                          | Violeta               | Elenco Principal        | SIC     |
| 2007        | Uma Aventura                        | Mãe dos gémeos        | Elenco Adicional        | SIC     |
| 2006 - 2007 | Tu e Eu                             | Lurdes Pinto          | Elenco Principal        | TVI     |
| 2008        | Conta-me Como Foi                   | Professora            | Elenco Adicional        | RTP     |
| 2008        | Chiquititas                         | Adriana               | Elenco Adicional        | SIC     |
| 2008        | A Outra                             | Paulina Saraiva       | Elenco Principal        | TVI     |
| 2008        | Casos da Vida «Divino Pecado»       | Zélia                 | Elenco Principal        | TVI     |
| 2008        | Casos da Vida «Pelas Próprias Mãos» | Laurinda Matos        | Elenco Principal        | TVI     |
| 2009        | Morangos com Açúcar                 | Elvira Besugo         | Elenco Principal        | TVI     |
| 2010        | Meu Amor                            | Psicóloga             | Elenco Adicional        | TVI     |
| 2011        | O Dom                               | Emília                | Elenco Principal        | TVI     |
| 2011        | Cuidado com a Língua                | Peixeira              | Elenco Adicional        | RTP1    |
| 2011        | Laços de Sangue                     | Dona da Pensão        | Elenco Adicional        | SIC     |
| 2012        | Remédio Santo                       | Adelaide              | Elenco Adicional        | TVI     |
| 2011 - 2012 | Anjo Meu                            | Dorinda               | Elenco Adicional        | TVI     |
| 2012        | Dancin' Days                        | Médica                | Elenco Adicional        | SIC     |
| 2012        | Louco Amor                          | Mãe do Júlio          | Elenco Adicional        | TVI     |
| 2013        | Camada de Nervos                    | Vários papéis         |                         | Canal Q |
| 2013 - 2016 | Bem-Vindos a Beirais                | Olga Fontes           | Elenco Principal        | RTP1    |
| 2016        | Dentro                              | Cidália               | Elenco Adicional        | RTP1    |
| 2017        | Rainha das Flores                   | Conceição             | Elenco Adicional        | SIC     |
| 2017        | Amor Maior                          | Odete                 | Elenco Adicional        | SIC     |
| 2017 - 2018 | O Sábio                             | Felícia Mendes        | Elenco Principal        | RTP1    |
| 2018        | Paixão                              | Juíza                 | Elenco Adicional        | SIC     |
| 2018        | Circo Paraíso                       | Dália                 | Elenco Adicional        | RTP1    |
| 2019        | Valor da Vida                       | Emília                | Elenco Adicional        | TVI     |
| 2019        | Um Desejo de Natal                  | Mãe de Mário          | Elenco Principal        | SIC     |
| 2020        | A Espia                             | Amiga de Luísa        | Elenco Adicional        | RTP1    |
| 2020        | Quer o Destino                      | Ofélia Maria da Graça | Elenco Principal        | TVI     |
| 2020 - 2021 | Bem Me Quer                         | Aldina Cavaco         | Elenco Principal        | TVI     |
| 2022        | Pôr do Sol                          | Celeste               | Elenco Principal        | RTP1    |
| 2022        | Cenas de Família                    | Mãe                   | Elenco Adicional        | FOX     |
| 2023        | Lúcia, a Guardiã do Segredo         | Madre Carmen Monfalim | Elenco Adicional (OPTO) | SIC     |
| 2024        | Sempre                              | Marília               | Elenco Adicional        | RTP1    |

### Cinema
No cinema participou nos filmes: 
| Ano  | Título                         | Personagem  |
| ---- | ------------------------------ | ----------- |
| 1981 | Que Farei Com Este Livro?      |             |
| 1982 | A Menina, o Gato e o Robot     | Menina      |
| 1986 | 1383 - Crónica de D. João I    |             |
| 1988 | As Duas Cartas                 | Emilia      |
| 1988 | As Senhoras das Quintas Feiras | Marie       |
| 2006 | Tempo                          |             |
| 2017 | Misantropo                     | Recicladora |
| 2018 | Bad Investigate                | Florinda    |
| 2019 | Portugal não está à venda      | Lurdinhas   |
| 2019 | Fátima                         | Amélia      |
| 2019 | A Margem                       | Maria       |